# Генетско памћење (психологија)
У психологији, генетско памћење је теоретизовани феномен у којем се одређене врсте сећања могу наследити, бити присутне при рођењу у одсуству било каквог повезаног чулног искуства, и да се таква сећања могу инкорпорирати у геном током дугих временских периода.
Док су теорије о наслеђивању специфичних сећања у потпуности оповргнуте, неки истраживачи су теоретизирали да општије асоцијације које су формирале претходне генерације могу прећи с генерације на генерацију кроз геном. На пример, стручњаци данас још увек нису подељени око тога како тумачити студију која је сугерисала да би мишеви могли да наследе везу између одређених мириса и реакције на страх коју су формирале претходне генерације мишева. Савремене теорије заснивају се на идеји да заједничка искуства врсте могу постати инкорпорирана у генетски код те врсте, не ламарковским процесом који кодира специфична сећања, већ много нејаснијом тенденцијом да се кодира спремност да се одговори на одређене начине на одређени стимуланси.

## Језик
Језик се, у модерном погледу, сматра само делимичним производом генетског памћења. Чињеница да људи могу да имају језик је својство нервног система које је присутно при рођењу, а самим тим и филогенетског карактера. Међутим, перцепција одређеног скупа фонема специфичних за матерњи језик развија се само током онтогенезе. Не постоји генетска предиспозиција за фонемски састав било ког језика. Деца у одређеној земљи нису генетски предиспонирана да говоре језике те земље, што даје додатну тежину тврдњи да генетско памћење није ламарковско. Међутим, постоје научни докази о гену за савршену висину гласа који је чешћи у азијским земљама где је висина тона кључна за значење изговорене речи.

## Истраживања
Неуронаучна истраживања на мишевима сугеришу да нека искуства могу утицати на следеће генерације. У студији из 2013. године, мишеви обучени да се плаше специфичног мириса пренели су своју истренирану аверзију на своје потомке, који су тада били изузетно осетљиви и плашећи се истог мириса, иако га никада нису наишли, нити су били обучени да се тога боји.
Утврђене су и промене у структури мозга. Истраживачи су закључили да „искуства родитеља, чак и пре зачећа, значајно утичу на структуру и функцију нервног система наредних генерација“.

## Историјски погледи
За разлику од модерног становишта, у 19. веку, биолози су сматрали да је генетско памћење спој памћења и наслеђа, и сматрали су да је то Ламарков механизам. Рибот је 1881. године, на пример, сматрао да су психолошко и генетско памћење засноване на заједничком механизму и да се прво разликује од другог само по томе што је у интеракцији са свешћу. Херинг и Семон су развили опште теорије памћења, а потоњи је измислио идеју о енграму и пратећим процесима енграфије и екфорије. Семон је поделио памћење на генетско памћење и централно нервно памћење.
Овај поглед из 19. века није сасвим мртав, иако је у оштрој супротности са идејама неодарвинизма. У савременој психологији, генетска меморија се генерално сматра лажном идејом. Међутим, биолози као што су Стјуарт А. Њумен и Герд Б. Милер дали су доприносе овој идеји у 21. веку.